# Frostathingslov
Das Frostathingslov ist ein altes Gesetz, das nach eigener Aussage im 1. Kapitel der Einleitung König Håkon Håkonsson (1217–1262) für den Rechtsbezirk des Frostathings in Norwegen erlassen haben soll.

## Frostathing

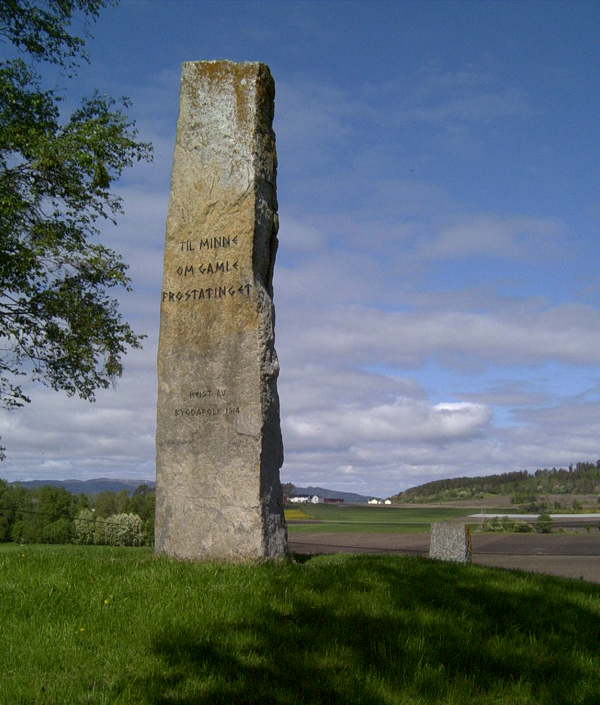
Bautastein für das Frostathing

Das Frostathing umfasste zunächst ein Gebiet von acht ehemaligen Bezirken (Fylke) in Trøndelag. Es handelte sich um die vier im inneren Trondheimsfjord gelegenen Bezirke Veradal (heute Kommune Verdal), Skaun (heute Mosvik), Teile von Levanger, Sparbyggja (heute die Kommunen Steinkjer mit dem Ortsteil Sparbu und Snåsa) und Eynafylki (heute Teile von Steinkjer, Inderøy und Verran) und um vier im äußeren Bereich, nämlich Strind (heute Strinda, ein Ortsteil von Trondheim, Leksvik, Frosta und Åsen, ein Ortsteil von Levanger), Stjórdælafylki (heute Stjørdal, Meråker, Klæbu, Selbu und Tydal), Gauladalur und Orkadalur (das Tal des Flusses Orkla mit Skaun und Byneset, einem Ortsteil von Trondheim). Später kamen Küstenbezirkte hinzu. Drei davon werden in der Historia Norvegiae aufgezählt: Naumdælafylki, Nordmøre und Raumsdælafylki. Im Frostathingslov X wird von vier Fylki gesprochen. Möglicherweise gehörte auch Sunnmøre dazu.
Es wird angenommen, dass das Frostathing zwei Vorläufer hatte, nämlich das Øyrathing, das die äußeren Bezirke umfasste und eine besondere Rolle im Laufe der Geschichte gespielt hat, und ein nicht weiter überliefertes Thing für die vier Bezirke im Inneren des Trondheimfjordes, das vermutlich bei Steinkjer stattfand. Die beiden Thinge wurden zusammengelegt und am Platz des Øyrathings etabliert. Das Øyrathing war das Thing, an dem dem König für ganz Norwegen gehuldigt wurde. So wurden dort Olav Tryggvason, Olav Haraldsson Kyrre, Knut der Große, Sigurd Munn, Øystein Møyla, Sverre Sigurdsson und Skule Bårdsson zu Königen erhoben.
Wenn auch das Frostathing auf der Halbinsel Frosta für die Gesetzgebung zuständig war, so kam doch dem Øyrathing die höhere Würde zu. Als 1115 Sigurd Jorsalfari vor dem Frostathing einen Prozess gegen Sigurd Hranason anstrengte, für den König Øystein in den Prozess eintrat, wurde dieser Rechtsstreit an das Øyrathing verwiesen, weil nur dort Streitigkeiten von Königen verhandelt werden könnten. Beim jährlichen Frostathing wurden Abgeordnete ernannt, zum Øyrathing musste jeder thingpflichtige Bauer persönlich erscheinen.

## Entstehung und Überlieferung
Das älteste aufgezeichnete Gesetz ist das Gulathingslov. Wann das Frostathingslov entstand, lässt sich nicht mehr feststellen und ist auch von Thema zu Thema unterschiedlich. Das Christenrecht ist sicher später vorgeschaltet worden, unterscheidet sich aber vom Christenrecht im Gulathingslov sowohl im Aufbau als auch in den behandelten Themen.
Ursprünglich wurden die Gesetze nur mündlich auf der Thingversammlung vorgetragen. Die erste Erwähnung wird in der Heimskringla Snorri Sturlusons für König Håkon dem Guten bezeugt, der es zusammen mit dem Jarl Sigurd und anderen Männern aus Trøndelag bereinigt und zusammengestellt habe. Das ist mit Sicherheit unrichtig, da der König zu dieser Zeit noch keine Gesetzgebungsbefugnis hatte. Zwar hatten die Könige das Initiativrecht zur Gesetzgebung, aber bis ins 13. Jahrhundert hinein war es alleiniges Recht des Lagthings, Gesetze zu erlassen. Später führte die Rückführung auf einen bedeutenden König aus alter Zeit zur Erhöhung der Autorität des Textes. Verschriftlicht wurde es damals sicher noch nicht.
Die isländische Tradition geht davon aus, dass kurz vor 930 der weise Úlfjótur nach Norwegen geschickt wurde, um von dort das Gesetz über die Thingordnung zu studieren. Nach drei Jahren sei er mit einer ausführlichen Gesetzessammlung mit Anpassungen an die Gegebenheiten Islands zurückgekehrt und damit erster Gesetzessprecher Islands geworden. Dies setzt eine schon weit ausgebildete Rechtstradition zu dieser Zeit in Norwegen voraus.
Snorri berichtet noch von Olav dem Heiligen, dass er sich Håkons Frostathingslov des Öfteren vortragen ließ. Um 1280 war die Annahme durch das Thing nur noch Formsache und entsprach eher dem heutigen Verkündungsakt im Gesetzblatt. Snorri berichtet, dass Magnus der Gute das Gesetz habe aufschreiben lassen, und es werde unter dem Namen „Graugans“ in Trondheim aufbewahrt. Diese Graugans ist nicht die Grágás des isländischen Rechts. Diese Graugans wurde im Laufe der Zeit ergänzt. Das erkennt man daran, dass im Gesetz das Gefolge des Erzbischofs geregelt ist, den es zur Zeit von Magnus noch gar nicht gab. Wir kennen nur die Fassung aus der Zeit von König Håkon Håkonsson. Diese Fassung heißt Codex Resenianus (benannt nach Petrus Resenius (1625–1688), der das Pergament mit der einzig erhaltenen Fassung der Universität in Kopenhagen schenkte) und ist in Norges gamle Love I, 121-258 unter dem Titel Den ældre Frostathings-Lov abgedruckt. Der Codex Resenianus ist dann dem Kopenhagener Bibliotheksbrand von 1728 zum Opfer gefallen. Er war aber zuvor bereits mehrfach abgeschrieben worden, wobei aber Lücken geblieben sind und sich viele Fehler eingeschlichen haben, wobei es aber wahrscheinlich ist, dass sie zumindest teilweise schon im Codex Resenianus vorhanden gewesen waren. So fehlt der Beginn der Einleitung, der etwas über die Entstehung ausgesagt haben dürfte. Einige Lücken können durch das den Isländern gegebene Gesetz Hákonarbók ergänzt werden, welches eine Anpassung des Frostathinglovs an isländische Verhältnisse beinhaltete. Bruchstücke von vier Pergamenthandschriften befinden sich im Reichsarchiv in Oslo, einige Bruchstücke befinden sich in der Universitätsbibliothek in Tübingen. Die erhaltenen Bruchstücke bieten durchweg den gleichen Text wie die Abschrift des Codex Resenianus. Der Codex IV hat allerdings eine wesentliche Abweichung in Bezug auf die Totschlagsbußen und wird als eine etwas ältere Redaktion angesehen.
Erzbischof Øystein (1161–1188) hatte anlässlich der Krönung von Magnus Erlingsson zum König ein Christenrecht verfasst, das auch eine Thronfolgeregelung enthielt, wonach nur der älteste ehelich geborene Sohn eines Königs thronfolgeberechtigt sein sollte. Es ist Bestandteil des Gulathingslov, im Frostathingslov aber nicht erwähnt. Hier ist bereits eine Verschriftlichung anzunehmen. Aus der Schilderung einer Auseinandersetzung König Sverres mit dem Erzbischof Eirik Ivarsson, wonach sich der König auf das alte Christenrecht von König Magnus dem Guten berief, während der Erzbischof das Christenrecht von Erzbischof Øystein dagegenhielt, ist zu ersehen, dass die Gullfjær Øysteins eine kirchenfreundliche Weiterentwicklung gewesen ist. Man geht davon aus, dass das Christenrecht im überlieferten Frostathingslov eine Kompilation zwischen Gullfjær und dem alten Gesetz von Magnus des Guten wiedergibt, dass aber zur Zeit der geschilderten Auseinandersetzung beide Gesetze nebeneinander gegolten haben. Es sind Formulierungen zu finden, die sicher nicht von Erzbischof Øystein stammen. So setzte er zwar durch, dass die Priester an den Eigenkirchen vom Erzbischof ernannt werden, aber der Nachsatz „er [der Erzbischof] hat uns versprochen, dass wir die Priester haben dürfen, die uns gefallen und die ihr Amt in richtiger Weise zu verwalten wissen. Das ist altes Recht.“ ist sicher nicht von ihm. Daher war auch die ausdrückliche Berufung auf althergebrachtes Recht vonnöten. Auch der besondere Streitpunkt zwischen Erzbischof Eirik und Sverre über die Währung, in der die Geldbußen zu zahlen sind, ist hier widersprüchlich geregelt: Nach den ersten Sätzen sollten Vergehen mit Frauen, Meineide, Fleischessen vor dem Empfang der Kommunion, Strafen wegen Vergehen gegen die Zehntpflicht, Bruch des Friedens der Kirche und des Kirchhofs, Nichtgestellung der Reisepferde und Versäumnis der Weiterbeförderung der Aufforderung dazu nach altem Bodenrecht in gewogenem Silber gebüßt werden. Für alle anderen Vergehen sollte die Buße in Silbermünzen zu zahlen sein. Daran ist mit „und“ die Vorschrift angeschlossen, dass alle Vergehen gegen das Christenrecht in gewogenem Silber zu bezahlen seien. Da das gemünzte Silber unter Konig Sverre bereits die Hälfte des Silbergehalts eingebüßt hatte, hätte dieser letzte Satz nahezu zur Verdoppelung der bischöflichen Einnahmen geführt (siehe Geschichte Norwegens: König Sverre). Im Text ist sehr häufig vom Bischof, aber kaum vom Erzbischof die Rede. Dies wird darauf zurückgeführt, dass der Text im Wesentlichen auf der „Graugans“ aufbaut, also aus der Zeit stammt, bevor das Erzbistum Nidaros gegründet wurde. 1152/1153 und sodann unter Erzbischof Øystein wurde das Recht fortgeschrieben. Weiter im Süden galt das ältere Gulathingslov, das sich ebenfalls auf Olav, Mangus und Øystein als Urheber zurückführt. Gleichwohl unterscheidet sich das Gesetz in Aufbau und Inhalt vom Frostathingslov, was auf die unterschiedlichen Überlieferungsstränge und Erweiterungen auf dem jeweiligen Lagthing zurückzuführen ist.
Das Frostathingslov ist bei weitem nicht so ausgefeilt wie das Gulathingslov, obgleich beide wohl auf eine zumindest ähnliche alte Wurzel zurückgehen. Der Verfasser des Gulathingslov war offensichtlich der bessere Jurist, während der Verfasser des Frostathingslov aus dem Gedächtnis ohne besonderen Sinn für die inneren Zusammenhänge den Gesetzesvortrag niedergeschrieben hat. Als Beispiel mag die Stellung der Bußgemeinschaften zueinander dienen, die im Frostathingslov schlicht die Bußpflichtigen Verwandten des Täters den bußberechtigten Verwandten des Opfers symmetrische gegenüberstellen, ohne eine Überlegung darauf zu verschwenden, was gelten soll, wenn auf einer Seite das Gegenüber fehlt. Im Gulathingslov wird ausführlich darauf eingegangen, wer die Buße erhalten soll, wenn das bußberechtigte Familienmitglied, das dem bußverpflichteten Familienmitglied gegenübergestellt ist, fehlt.
Man darf davon ausgehen, dass dieses Gesetz nicht in allen Stücken in der Weise vollzogen wurde, wie es geschrieben ist. Die Straftatbestände sind viel zu dicht und die Strafen unrealistisch, insbesondere die überall angedrohte Friedlosigkeit, sogar (wie auch in der Grágás) für Spottverse, hätte das Land bald entvölkert. Auch die Fälle, in denen das Thing am Tatort zu einem Urteil sofort zusammentreten musste (Pfeilthing), hätte die Thingbauern permanent unterwegs sein lassen. Es handelt sich offenbar um eine Mischung von angewandtem Recht und freier Fabulierlust des Verfassers der Aufzeichnung. Die Vorschriften bilden ein dickes Buch, und einige sind bis fast zur Unverständlichkeit mit Ausnahmen und Rückausnahmen verschachtelt, dass ein normaler Sterblicher das alles hätte unmöglich auswendig aufsagen können, abgesehen davon, dass dann schon ein ganzer Tag darauf hätte verwendet werden müssen. Da es zur Zeit der Abfassung noch keinen Urkundenbeweis gab, ist davon auszugehen, dass dies auch für die Frage galt, welches das „richtige Recht“ ist. Nicht was im geschriebenen Text stand, war maßgeblich, sondern was im Gedächtnis der Rechtsgemeinschaft lebendig war. Dies wird im Gulathingslov Nr. 314 ausdrücklich festgehalten. Die Maßgeblichkeit des geschriebenen Rechts dürfte im Christenrecht schon früh eingesetzt haben, also z. B. beim Text von Erzbischof Øystein, da in der Kirche schon lange Urkunden und geschriebene Texte für ihren Inhalt beweiskräftig waren. Indem sich König Sverre in diesem Streit mit dem Erzbischof ebenfalls auf einen Text berief, deutet sich hier bereits der Wandel an, wenn auch noch nicht zum Zwecke der Urteilsfindung, sondern der politischen Auseinandersetzung. Dagegen ist die Verbindlichkeit des auf dem Lagthing festgestellten Rechts noch längere Zeit auf den mündlichen Vortrag des Gesetzessprechers bezogen, auch wenn das Gesetz bereits verschriftlicht war. Die „Graugans“ Magnus des Guten war also kein autoritativer Text, sondern eine Art Gedächtnisprotokoll über den Vortrag des Gesetzessprechers.
Nachträglich lassen sich die ursprünglichen und wirklich geltenden Bestimmungen aus dem Gesamtkorpus nicht mehr sicher identifizieren. Von einigen Bestimmungen ist aber ihre Anwendung belegt. Davon werden einige unten aufgeführt. Die Bestimmungen des Erbrechts und des übrigen Zivilrechts geben sehr wahrscheinlich die geübte Rechtspraxis wieder, die Bestimmungen des Strafrechts und der Bußzahlungen dürften aber spätestens bei der Letztfassung aufgefüllt worden sein und nicht in allen Fällen das wirkliche Recht widerspiegeln. Am deutlichsten zeigt sich das an den Bußgemeinschaften. Die Buße erfolgt nicht zwischen Täter und Opfer, sondern zwischen dem Clan des Täters und dem Clan des Opfers, wobei immer Personen gleichen Verwandtschaftsgrades gegenüberstehen, was sicher prinzipiell angewendetes Recht war. So heißt es z. B. „Der Töter oder der Sohn des Töters soll dem Sohne des Toten aus den sechs Mark Gold im Hauptring fünf gewogene Mark [Silber]. Der Vater des Töters soll dem Vater des Toten ebensoviel büßen ...“ usw. die gesamte Bußgemeinschaft hindurch, bis hin zum Enkel der Tante mütterlicherseits. Immer wird die Clansymmetrie vorausgesetzt, und ungeregelt bleibt, wie Buße zu leisten ist, wenn die Symmetrie nicht vorliegt, wenn also bei einem der beiden Clans die Mutter keine Geschwister hatte.
1274 ließ König Magnus lagabætir sein großes Gesetzeswerk vom Allthing verabschieden, welches das Frostathingslov ablöste.

## Inhaltliches

### Allgemeines
Die Rechtsmaterie ist nicht systematisch abgehandelt, obgleich die Einleitung in der Vorschrift Nr. 25 dies ankündigt. Das heißt, es gibt zwar Themenkomplexe (1. Buch Christenrecht, 2. Buch Ehe- und Sexualstrafrecht, 6. Buch Bußgemeinschaften, 7. Buch Schiffsbau- und Ausrüstungspflicht, 8. und 9. Buch Erbrecht, 12. Buch Grundstücksverkehr), in diese werden aber völlig unmotiviert ganz andere Regelungen mit anderen Gegenständen eingeschoben. Dies wird in der Einleitung damit begründet, dass man die alte Ordnung nicht habe zerstören wollen. Deshalb ist eine Darstellung der gesamten Regelungsmaterie nicht möglich.
Gleichwohl soll kurz dargestellt werden, was überhaupt behandelt wird:
1. Öffentliches Recht: Einrichtung und Durchführung der Thingversammlung. Kirchen- und Christenrecht (Feiertage, Kirchenbau und -unterhaltung, Fastentage und religiöse Arbeitsverbote), Regelung des Aufgebots für die Kriegsfahrt und die Verantwortlichkeit für die Schiffsausrüstung. Verstreut Regelungen der öffentlichen Armenfürsorge.
2. Straf- und Schadensersatzrecht: Straftatbestände, Strafen und Bußen an den Bischof und den König, aber auch Genugtuungsleistungen an den Verletzten oder seine Familie, Taten Schuldunfähiger, Gerichtsstand, Tierhalterhaftung, Gebrauchsdiebstahl.[10]
3. Jagdrecht
4. Strafprozessrecht (Beweisverfahren[11], Zwölfereid)
5. Eherecht
6. Erbrecht und beschränkte Erbenhaftung, Verjährung, Folge der Verschollenheit.
7. Abstraktes Schuldversprechen, Leihe, beschränkte Geschäftsfähigkeit verheirateter Frauen und Freigelassener.
8. Gewährleistung beim Pferdekauf
9. Kaufverträge über Grundstücke, Preisgleitklausel (12. Buch)
10. Sachenrecht (Gesamthandseigentum an Grundstücken 13. Buch)

Es fehlt vollständig das Vertragsrecht, also Kaufvertrag, Gewährleistung, Sach- und Rechtsmängelhaftung außer für Pferde, und das Gesinderecht. Außerdem wird sehr vieles als den Zuhörern bereits bekannt vorausgesetzt, so, wenn „gesetzliche Bußen“ angeordnet werden. Die Zeitgenossen wussten, was das war.

### Spezielle Regelungen
Hier sollen einige Regelungen vorgestellt werden, die für den heutigen Leser besonders auffällig sind, oder von denen er aus anderem Zusammenhange eine Vorstellung hat, oder die historischen Konflikten zugrunde liegen.
Auf der Thingstätte gilt Alkoholverbot.
Am berühmtesten ist die letzte Vorschrift des ersten Abschnitts: „Unter dem Gesetz soll man das Land aufbauen und es nicht in der Ungesetzlichkeit veröden.“ Der erste Teil des Satzes ist heute auf Isländisch (eine geringe orthografische Abweichung) die Umschrift des Dienstwappens der isländischen Polizei.
Der im Deutschen gebräuchliche Ausdruck „pro Nase“ für die Aufteilung auf Personen findet sich auch hier: Personen werden als „Nasen“ bezeichnet. Dem Aufgebot zur Kriegsfahrt geht ein Mannaufrechnungsthing voraus, auf dem das Aufgebot für jeden Haushalt festgelegt wird. Dieses Aufgebot besteht in „Nasen“, die auf einem Kerbholz festgehalten werden. „Jeder Bonde soll am Ende der Landungsbrücke jede Nase auf dem Kerbholz zur Stelle haben vor dem Auge des Amtswalters.“
Das Frostathingslov rüttelt nicht an dem hergebrachten Grundsatz, dass der König die Bischöfe bestimmt, da das Christentum Volksreligion und die Ordnung des Christentums Teil der Staatsordnung ist. Das kommt besonders in der offenen Propagandaschrift König Sverres En tale mot biskopene (Eine Rede wider die Bischöfe) zum Ausdruck: „...so war es auch mit den Bischöfen und Äbten: Da wählten sie (die Könige) den dazu, der ihnen gut schien, und wiesen ihnen Bistumer an, wie sie es wollten und ohne den Rat von Geistlichen.“ Aber der König steht nicht über dem Gesetz. Wenn der König einen Mann verwundet, so hat er als Buße an alle Rechtsgenossen 48 Ringe zu zahlen. Nach IV, 50 kann auch der König vogelfrei werden. Diese Vorschrift ist von großer historischer Bedeutung, da ihr Olav der Heilige zum Opfer fiel, nachdem er in Trøndelag geheert hatte, weshalb sie hier wiedergegeben werden soll: „Kein Mann soll einen Überfall auf einen anderen machen, weder der König, noch sonst jemand. Und wenn es der König tut, da soll man den Pfeil schneiden und ihn durch alle Fylke innerhalb [des Fjordes] umfahren lassen und gegen ihn ziehen und ihn töten, wenn man kann. Und wenn er entkommt, da soll er niemals wieder in das Land zurückkommen. Und wer nicht gegen ihn zieht, soll drei Mark zahlen, und ebenso viel der, bei dem der Pfeil liegen bleibt.“ Bei Stiklestad wurde dieses Gesetz gegen den König angewendet.
Es wird vorausgesetzt, dass Priester verheiratet sind. Dass Taufe, Firmung, Altar- und Priesterweihe mit hohen Gebühren erkauft werden, beklagt zwar Adam von Bremen, wird aber im Frostathing nicht bestimmt. Die letzte Ölung ist ausdrücklich unentgeltlich zu spenden. Aber bei Pflichtverletzungen des Priesters gegenüber seiner Gemeinde geht er der Gebühren für 12 Monate verlustig. Das spricht für eine weitere Gebührenpflicht. Die Abschaffung der Gebühren hängt mit der Einführung des Zehnten um 1120 zusammen, den es zur Zeit Adams noch nicht gab.
Der Begriff kirkja (= Kirche) bezeichnet noch nicht eine abstrakte rechtsfähige Körperschaft. Wo in dieser Hinsicht heute von der Kirche die Rede wäre, ist im Frostathingslov der Bischof oder ein Heiliger genannt, der virtueller Eigentümer wird.
Die Eisenprobe wird als Beweismittel zugelassen und vorgeschrieben. Sie besteht im Tragen eines glühenden Eisens. Für Frauen war der Kesselfang als Beweismittel vorgesehen. Das Tragen des Eisens war aber in Wirklichkeit nicht die einzige Form der Eisenprobe: 1130 musste Harald Gille über glühende Pflugscharen gehen, um seine königliche Abstammung zu beweisen. Bereits 1169 hatte Papst Alexander III. dem Erzbischof in Nidaros Øystein mitgeteilt, dass die Eisenprobe dem Kirchenrecht widerspreche und abgeschafft werden müsse. Aber noch 1218 musste die Mutter Håkon Håkonssons Inga sich auf Veranlassung des Erzbischofs der Eisenprobe unterziehen, um die königliche Abstammung ihres Sohnes zu beweisen. Urkundenbeweise gibt es nicht. Die lateinische Schrift wird nicht erwähnt. Aber wenn jemandem die Zunge herausgeschnitten worden ist, dann kann er auf dem Thing den Namen des Täters mit Runen aufschreiben. Der Hausbewohner ist zeugnisfähig ab dem achten Lebensjahr. Bis dahin ist der Vater für die Taten des Kindes verantwortlich. Ab dann büßt das Kind mit halber Buße bis zum Alter von 15 Jahren. Den Aufgebotsstock für die Thingversammlung darf man erst befördern, wenn man zwölf Winter alt ist. Ab dem zwölften Lebensjahr ist man an Karfreitag zum Fasten bei Wasser und Brot verpflichtet. Ab dem 15. Lebensjahr ist man mündig, insbesondere strafmündig.
Über die Blutrache wird in der Einleitung eine Regelung getroffen, die die damals herrschenden Zustände beleuchtet: „Jedermann wird wissen, wie es ein großer und übler Missbrauch es lange in diesem Lande gewesen ist, dass, wenn ein Mann getötet wird, da wollen die Verwandten des Erschlagenen sich den aus dem Geschlechte des Töters aussuchen [um ihn zu erschlagen], der der beste ist, obwohl er bei der Tötung weder Mitwisser war, noch sie wollte noch dabei geholfen hat, und sie wollen sich nicht an dem rächen, der getötet hat, obgleich das möglich wäre. Und so hat der wertlose Mann Nutzen von seiner Schlechtigkeit und seinem Unheil, und der Schuldlose büßt seine Besonnenheit und männliche Trefflichkeit. Und so mancher hat auf diese Weise eine große Einbuße des Geschlechtes erlitten, und wir haben die besten unserer Leute im Lande verloren. Und deshalb bestimmen wir dieses als eine Sache ohne Zulassung einer Buße und mit Beschlagnahme des ganzen Vermögens bei jedem, der an einem anderen Rache nimmt als an dem, der tötet oder töten lässt.“ Bei der Verwundung eines Mannes ist die Buße nach der gesellschaftlichen Stellung des Täters gestaffelt. Wenn der Odelsbauer einen Mann verwundet, hat er dem König 6 Ringe à 12 Øre Buße zu zahlen, ein Jarl hat 24 Ringe, der König 48 Ringe zu entrichten.
Interessant sind Regelungen über die Armenfürsorge, die dem Heidentum ja fremd war. Als „arm“ sieht das Gesetz Männer an, „die in einem Hungerhause sitzen und weniger Vieh haben, als dass zwei Familienangehörige eine Kuh oder anderes im Wert einer Kuh besitzen.“ Sie dürfen für den sofortigen Verzehr an Tagen fischen, an denen es für andere verboten ist. Zu den Bettlern wird gesagt: „Jeder erwachsene Mann, der von Hof zu Hof zieht und Almosen empfängt, der hat keinen Bußanspruch für sich, solange er am Bettelstabe geht und gesund und arbeitsfähig ist. Sobald er Kleidung und Nahrung für sich erworben oder von Verwandten erhalten hat, da ist er sofort rechtsfähig.“ Alle Leute, die von Haus zu haus ziehen und nicht abhängige Leute sind und nicht arbeiten wollen, sind jeder straffällig mit drei Mark, sowohl Mann wie Weib. Und der Amtswalter oder irgendein anderer ergreife einen solchen Mann vor Zeugen und bringe ihn zum Thing. Seine Verwandten mögen ihn da mit drei mark auslösen, oder der, der ihn zum Thing gebracht hat, gebrauche ihn zu seinem Nutzen als Knecht.
Die früher übliche Kindesaussetzung wird unter Strafe gestellt. Dann wird geregelt, was zu geschehen hat, wenn eine Bettlerin ein Kind bekommt und dabei stirbt: „Wenn eine Frau im Kindbett stirbt, die von Haus zu Haus wandert, so soll der Bonde das Kind zur Kirche bringen und taufen lassen. Dann soll er es jedermann anbieten, der es ernähren will um Gottes Lohn. Und wenn keiner es nehmen und für sich als Eigentum nutzen will, da nehme es der Bonde mit sich nach Hause und ernähre es den nächsten Monat. Dann sollen es alle Männer des Fylkes übernehmen und um Gottes Lohn ernähren. Der Bauer bringe es zum nächsten Hofe und gebe einen Essnapf dazu. Wenn es aber der Mann nicht annehmen will, da ist dieser für das Kind verantwortlich, und jener lege es straflos nieder und habe Zeugen dabei.“
Zum Arbeitsmarkt erfahren wir Folgendes: „Uns ist bekannt, dass unser Land auf Dauer durch nichts so verödet wird, als dadurch, dass man auf dem Lande keine Arbeiter bekommen kann. Denn alle wollen nun auf Handelsfahrten ziehen und niemand mehr für die Bonden arbeiten. Deshalb verbieten wir streng, dass jemand auf Handelsfahrten ziehe, der weniger als drei Mark besitzt. Dieses Verbot soll von Ostern bis Michaelis [29. September] eines jeden Jahres gelten. Nach Michaelis und während des ganzen Winters fahre jeder in Frieden mit soviel Ware, als ihm Gott gegeben hat, sei es nun mehr oder weniger. Aber die Schiffsführer, die Leute mit weniger Geld auf ihr Schiff nehmen, als hier gesagt ist, sollen für jeden von ihnen, der sich mit ihnen auf eine Handelsreicse begibt, sechs Øre bezahlen.“
Über die Behandlung von Heiden wird Folgendes vorgeschrieben: „Jeder in diesem Reiche soll Christ sein. Einem Heiden darf man über Nacht Nahrung geben, wenn er zu einer Kirche reist, bei der ein Priester ist. Wenn er von der Kirche, bei der ein Priester ist, ungetauft fortreitet, dann darf man ihm keine Nahrung geben. Da soll er sich allein in seiner Hütte halten und seine Geschäfte treiben und aus dem Lande fahren, so schnell er kann“.
Über die sanitären Bedürfnisse im Zusammenhang mit der Ehre auf See erfährt man folgendes: „Wenn ein Mann auf der Reling sitzt und sein Bedürfnis verrichtet, und ein anderer stürzt ihn ins Wasser mit hassender hand, da gilt es seine volle Mannbuße und eine Kränkungsbuße.“ Überhaupt ist es eine schwere Kränkung, mit ungedeckten Rücken auf dem Boden zu liegen. Das gilt sogar für die ärztliche Behandlung. Wenn diese erfordert, dass sich der Patient auf den Bauch legen muss, so hat der Verursacher (Verletzer) neben der Verletzungsbuße nach die Kränkungsbuße zu leisten.